# Sender Kløfta
Der Sender Kløfta war ein 1954 errichteter Langwellensender des norwegischen Rundfunkveranstalters NRK bei Kløfta in der heutigen Kommune Ullensaker. Der Seder arbeitete auf der Frequenz 216 kHz mit 200 kW. Er verwendete als Sendeantenne eine T-Antenne, die an zwei je 230 Meter hohen abgespannten Stahlfachwerkmasten befestigt war. Der Sender wurde am 2. Januar 1995 stillgelegt und sollte noch am selben Tag abgerissen werden. Dies geschah allerdings erst einige Tage später.